# Taras Romanczuk
Taras Wiktorowycz Romanczuk (ukr. Тарас Вікторович Романчук; ur. 14 listopada 1991 w Kowlu) – ukraińsko-polski piłkarz, występujący na pozycji pomocnika w polskim klubie Jagiellonia Białystok oraz w reprezentacji Polski. Wychowanek Kowlu-Wołyń Kowel, w swojej karierze grał także w Legionovii Legionowo. Do 12 lutego 2018 posiadał obywatelstwo ukraińskie.

## Kariera klubowa

### Początki kariery
Romanczuk rozpoczął swoją karierę w klubie MFK Kowel, gdzie w 2008 na życzenie ówczesnego trenera, Romana Łysa, włączono go do kadry pierwszego zespołu. Grę w piłkę łączył wówczas z pracą oraz studiami – w tym czasie dwukrotnie wyleciał do Stanów Zjednoczonych w ramach wymiany studenckiej. W pewnym okresie występował też w futsalowej drużynie Szans-Awto Kowel. W trakcie swojego pobytu w Kowlu był testowany przez trzy ukraińskie kluby, w tym m.in. przez Arsenał-Kyjiwszczyna Biała Cerkiew oraz Wołyń Łuck, nigdzie jednak nie otrzymał angażu.

### Legionovia Legionowo
Na początku lutego 2013 Romanczuk przeniósł się do Polski, gdzie został zawodnikiem Legionovii Legionowo. Wcześniej wypatrzył go ówczesny wiceprezes tego klubu, Michał Kusiński, który przybył do Kowla na obchody dni miasta. W nowych barwach Romanczuk zadebiutował 13 kwietnia 2013 podczas ligowego meczu z Zawiszą Rzgów, gdy w 46. minucie zastąpił na boisku Łukasza Prusika. Pierwszą bramkę na polskich boiskach zdobył 5 czerwca 2013 w wygranym 3:0 spotkaniu ligowym z GKP Targówek. Ostatecznie Legionovia zakończyła tamten sezon III ligi na pozycji lidera, zapewniając sobie tym samym awans do II ligi.
W kolejnym sezonie, już na drugoligowych boiskach, Romanczuk zdobył dwie bramki – pierwszą 3 sierpnia 2013 w przegranym 1:2 meczu ze Stalą Mielec, drugą zaś 21 maja 2014 podczas wygranego 4:0 spotkania ze Świtem Nowy Dwór Mazowiecki. Z kolei 19 października 2013 zanotował trafienie samobójcze podczas zremisowanego 1:1 meczu ze Stalą Rzeszów. Tamten sezon Legionovia zakończyła na 4. miejscu, zaś Romanczuk zwrócił na siebie uwagę kilku klubów z wyższych lig, które wyraziły nim zainteresowanie.
Romanczuk pracował dodatkowo jako asystent trenera w dziecięcej drużynie Legionovii.

### Jagiellonia Białystok
21 lipca 2014 prezes Jagiellonii Białystok, Cezary Kulesza, poinformował, że osiągnął porozumienie w sprawie transferu Romanczuka. Dzień później zawodnik związał się z klubem rocznym kontraktem z opcją przedłużenia o kolejne dwa lata. W barwach Jagielloni Romanczuk zadebiutował 15 sierpnia 2014, zastępując Jonatana Strausa w 46. minucie przegranego 0:3 ligowego meczu z Legią Warszawa. Premierowe trafienie dla Jagiellonii zanotował 9 listopada 2014 podczas przegranego 2:5 spotkania z Ruchem Chorzów.

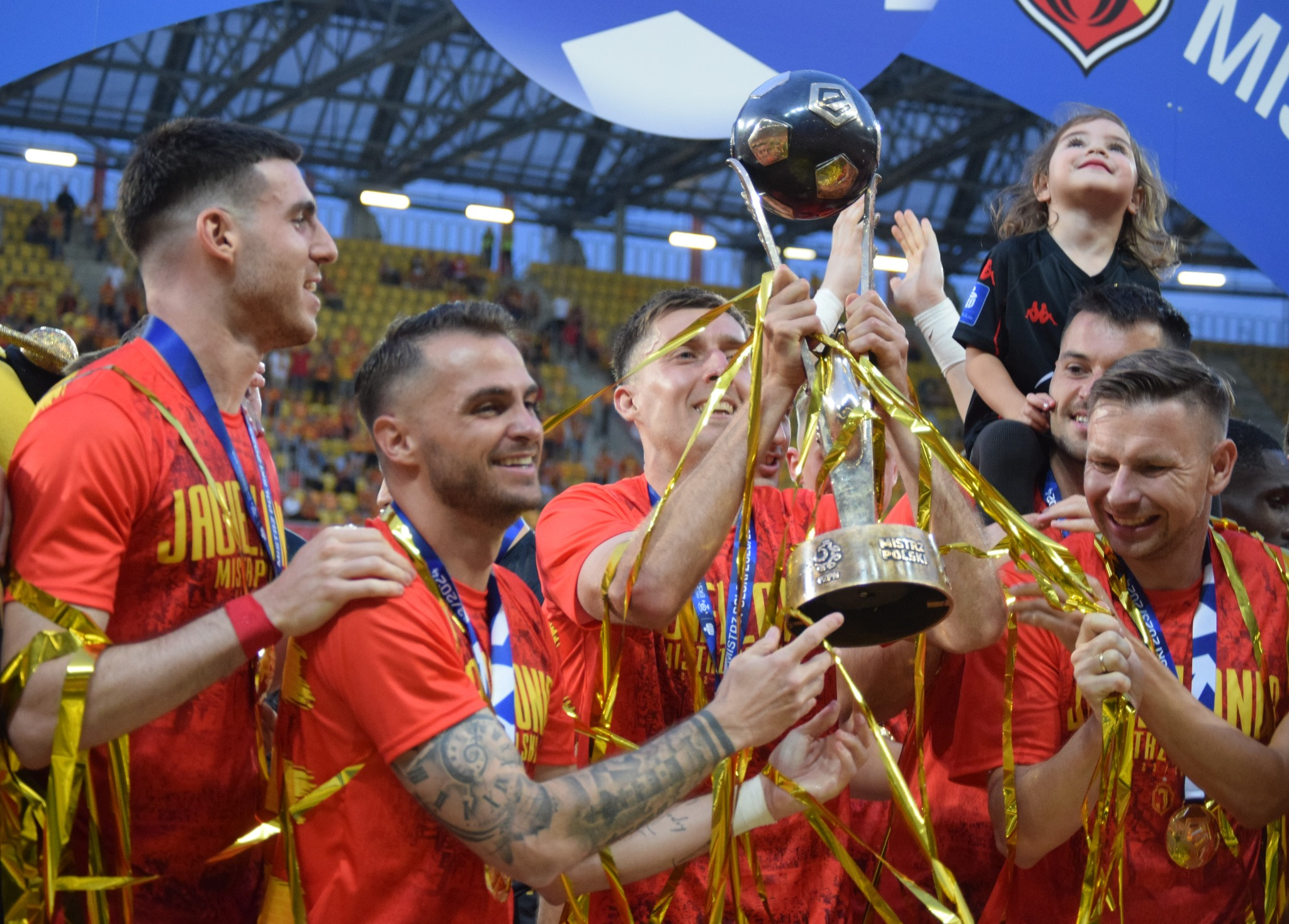
Romanczuk świętuje zdobycie mistrzostwa Polski z Jagiellonią

2 lipca 2015 Romanczuk zadebiutował w europejskich pucharach, zastępując Konstantina Vassiljeva w 46. minucie wygranego 1:0 meczu z Kruoją Pokroje. Latem 2016 po zawodnika zgłosił się turecki Konyaspor, ale sama Jagiellonia nie była zainteresowana jego sprzedażą. W sezonie 2016/17 Romanczuk zdobył wraz z klubem wicemistrzostwo Polski, zaś na początku stycznia 2017 został uhonorowany tytułem najlepszego defensywnego pomocnika Ekstraklasy w 2016. 29 maja 2019 roku przedłużył swój kontrakt z Jagiellonią do 30 czerwca 2023 roku. 26 stycznia 2024 kapitan Jagielloni przedłużył kontrakt do 30 czerwca 2026 roku. Na koniec sezonu 2023/24 Romanczuk zdobył z Jagiellonią pierwsze historyczne Mistrzostwo Polski.

## Kariera reprezentacyjna
16 marca 2018 Romanczuk otrzymał pierwsze w karierze powołanie do reprezentacji Polski na towarzyskie mecze z Nigerią oraz Koreą Południową. 27 marca 2018 zadebiutował w narodowych barwach, wychodząc w podstawowym składzie na wygrane 3:2 spotkanie z Koreą Południową. Jego występ trwał do 61. minuty, gdy to został zmieniony przez Arkadiusza Milika.
27 sierpnia 2018 znalazł się na liście piłkarzy powołanych przez nowego trenera kadry, Jerzego Brzęczka na wrześniowe mecze z Włochami w Lidze Narodów UEFA oraz towarzyski z Irlandią. Opuścił jednak zgrupowanie z powodu kontuzji.
14 marca 2024 został powołany do kadry reprezentacji Polski na marcowe baraże o awans na Mistrzostwa Europy w Piłce Nożnej 2024. 26 marca 2024 rozegrał swój drugi mecz w narodowych barwach, wchodząc na boisko za Jakuba Piotrowskiego w 105. minucie meczu Polska–Walia, wygranym przez Polaków 5:4 po konkursie rzutów karnych (podstawowy czas gry zakończył się wynikiem 0:0).
7 czerwca 2024 podczas meczu towarzyskiego z Reprezentacją Ukrainy strzelił pierwszą bramkę w narodowych barwach.

## Statystyki

### Klubowe
(aktualne na koniec sezonu 2024/25)
| Klub                  | Sezon              | Liga               | Liga  | Liga   | Puchar Polski | Puchar Polski | Europa | Europa | Suma  | Suma   |
| Klub                  | Sezon              | Liga               | Mecze | Bramki | Mecze         | Bramki        | Mecze  | Bramki | Mecze | Bramki |
| --------------------- | ------------------ | ------------------ | ----- | ------ | ------------- | ------------- | ------ | ------ | ----- | ------ |
| Legionovia Legionowo  | 2012/13            | III liga           | 13    | 1      | 0             | 0             | –      | –      | 13    | 1      |
| Legionovia Legionowo  | 2013/14            | II liga            | 32    | 2      | 0             | 0             | –      | –      | 32    | 2      |
| Legionovia Legionowo  | Ogólnie            | Ogólnie            | 45    | 3      | 0             | 0             | 0      | 0      | 45    | 3      |
| Jagiellonia Białystok | 2014/15            | Ekstraklasa        | 27    | 4      | 2             | 0             | –      | –      | 29    | 4      |
| Jagiellonia Białystok | 2015/16            | Ekstraklasa        | 33    | 3      | 2             | 0             | 4      | 0      | 39    | 3      |
| Jagiellonia Białystok | 2016/17            | Ekstraklasa        | 33    | 5      | 2             | 0             | –      | –      | 35    | 5      |
| Jagiellonia Białystok | 2017/18            | Ekstraklasa        | 33    | 5      | 1             | 0             | 4      | 1      | 38    | 6      |
| Jagiellonia Białystok | 2018/19            | Ekstraklasa        | 4     | 0      | 0             | 0             | 4      | 2      | 8     | 2      |
| Jagiellonia Białystok | 2019/20            | Ekstraklasa        | 35    | 3      | 1             | 0             | –      | –      | 36    | 3      |
| Jagiellonia Białystok | 2020/21            | Ekstraklasa        | 25    | 2      | 1             | 0             | –      | –      | 26    | 2      |
| Jagiellonia Białystok | 2021/22            | Ekstraklasa        | 30    | 3      | 1             | 0             | –      | –      | 31    | 3      |
| Jagiellonia Białystok | 2022/23            | Ekstraklasa        | 24    | 1      | 1             | 0             | –      | –      | 25    | 1      |
| Jagiellonia Białystok | 2023/24            | Ekstraklasa        | 30    | 1      | 5             | 0             | –      | –      | 35    | 1      |
| Jagiellonia Białystok | 2024/25            | Ekstraklasa        | 26    | 2      | 2             | 0             | 15     | 1      | 43    | 3      |
| Jagiellonia Białystok | Ogólnie            | Ogólnie            | 329   | 30     | 18            | 0             | 27     | 4      | 374   | 33     |
| Ogólnie w karierze    | Ogólnie w karierze | Ogólnie w karierze | 374   | 33     | 18            | 0             | 27     | 4      | 419   | 37     |

### Reprezentacyjne
(aktualne na dzień 15 listopada 2024)
| Reprezentacja | Rok     | Mecze | Bramki |
| ------------- | ------- | ----- | ------ |
| Polska        |         |       |        |
| 2018          | 1       | 0     |        |
| 2024          | 4       | 1     |        |
| Ogólnie       | Ogólnie | 5     | 1      |

| Mecze i gole w reprezentacji | Mecze i gole w reprezentacji | Mecze i gole w reprezentacji | Mecze i gole w reprezentacji | Mecze i gole w reprezentacji | Mecze i gole w reprezentacji | Mecze i gole w reprezentacji |
| Lp.                          | Data                         | Miasto                       | Przeciwnik                   | Gol                          | Wynik                        | Rozgrywki                    |
| ---------------------------- | ---------------------------- | ---------------------------- | ---------------------------- | ---------------------------- | ---------------------------- | ---------------------------- |
| 1.                           | 27.03.2018                   | Chorzów                      | Korea Południowa             |                              | 3:2                          | towarzyski                   |
| 2.                           | 26.03.2024                   | Cardiff                      | Walia                        |                              | 0:0 (k. 5:4)                 | el. ME 2024 (finał baraży)   |
| 3.                           | 07.06.2024                   | Warszawa                     | Ukraina                      | Gol                          | 3:1                          | towarzyski                   |
| 4.                           | 16.06.2024                   | Hamburg                      | Holandia                     |                              | 1:2                          | ME 2024                      |
| 5.                           | 15.11.2024                   | Porto                        | Portugalia                   |                              | 1:5                          | LN 2024/2025                 |

## Życie prywatne
Babcia Romanczuka ze strony matki urodziła się w 1939 we Włodawie, jednakże w wieku kilkunastu lat została wraz z rodziną wysiedlona do Sobiboru. Wówczas w jej dokumentach wpisano, iż jest ona Ukrainką. 12 lutego 2018 Romanczuk otrzymał polskie obywatelstwo, zrzekając się jednocześnie obywatelstwa ukraińskiego.
W 2019 w rozmowie z „Gazetą Wyborczą” wyznał, że jego rodzina została zamordowana przez banderowców.

## Sukcesy
Jagiellonia Białystok
- Mistrzostwo Polski: 
  -  2023/24

- Superpuchar Polski
  -  2024[29]